# Ixamatus musgravei
Ixamatus musgravei là một loài nhện trong họ Nemesiidae.
Ixamatus musgravei được miêu tả năm 1982 bởi Raven.